# Vitronectin
Vitronectin ist ein Glykoprotein aus der Hemopexin-Familie.

## Eigenschaften
Vitronectin ist ein sezerniertes Protein und kommt im Blutplasma, der extrazellulären Matrix und in Knochen vor. Etwa ein Drittel der Masse stammt von den Glykosylierungen. Vitronectin bindet Glykosaminoglykane und Proteoglykane und bindet manche Integrine. Des Weiteren fördert es die Zelladhäsion. Daneben hemmt es das Komplementsystem. Vitronectin bindet an PAI-1. Vitronectin ist glykosyliert, phosphoryliert und sulfatiert. Vitronectin wird in drei Abschnitte unterteilt: am N-Terminus liegt an der Position 1–39 eine Somatomedin-B-Domäne, gefolgt von einer Hemopexin-Domäne (131–342) und am C-Terminus ebenfalls eine Hemopexin-Domäne (347–459). 